# Октябрь, Валерий Эрикович
Валерий Эрикович Октябрь (род. 1 апреля 1952, Рубцовск, Алтайский край) — российский художник, работающий в жанре пейзажа, портрета, ню и тематической композиции. Автор множества картин, посвященных природе Алтая. Член Союза художников России с 1995 года.

## Биография
Валерий Октябрь родился 1 апреля 1952 года в Рубцовске, Алтайский край. В 1976 году с отличием окончил Новоалтайское высшее художественное училище. С 1979 года участвует в крупных выставках: зональных (1980—1991 гг) и всесоюзных («Художники — народу» в 1981 году, «Мы строим коммунизм» в 1983 году, обе в Москве).
Художник работает в авангардных направлениях: в стиле нового романтизма и символического реализма. Основные темы картин: природа Горного Алтая — «Катунь», «Белуха», «Мультинское озеро» и т. д., а также философско-мистические мотивы — «Глубина», «Растворение», «Вечное», «Космос». Есть у Валерия цикл произведений созданных после поездки в Италию и Францию.
Часть картин Валерия Октября находится в частных коллекциях в России, Канаде, США, Франции, Италии, Германии, Швейцарии, Японии. Среди известных владельцев его работ — семьи американских президентов Рональда Рейгана и Джорджа Буша (старшего).

## Семья
Валерий Октябрь женат, имеет троих детей. Денис, Евгения и Илья также как и отец являются художниками.